# Гривачевський Борис Євгенович
Бори́с Євге́нович Гриваче́вський (*26 квітня 1953 — †29 березня 2006) — український журналіст та політик. Заслужений журналіст України (1996). Заступник голови політичної партії «Україна соборна».

## Біографія
Народився 26 квітня 1953 р. у селі Нова Мощаниця на Рівненщині, у родині робітника. Закінчив філологічний факультет КДУ імені Тараса Шевченка (1977, спеціальність «українська філологія»). Брав участь у кількох експедиціях тов-ва «Меморіал» на колишні об'єкти ГУЛАГ СРСР, зокрема Біломорканал, м. Кемь, Соловецькі острови та урочище Сандармох.
Автор книги-дослідження „Листи з Соловків" (1993 р.), циклу матеріалів з питань духовності.

## Фільмографія
- «Місце злочину — Сандармох» (1997),
- Цикл «Україна нескорена» (1999)